# Zwężenie drogi odpływu prawej komory
Zwężenie drogi odpływu prawej komory – określenie wad zastawki tętnicy płucnej i nieprawidłowości przyległych odcinków prawej komory i pnia płucnego, powodujących utrudnienie odpływu krwi z prawej komory do tętnicy płucnej w trakcie skurczu. 

## Etiologia
W 80% przypadków przyczyną zwężenia drogi odpływu prawej komory jest stenoza zastawki tętnicy płucnej, zazwyczaj wrodzona.
Wrodzone wady zastawki płucnej mogą być izolowane, albo stanowić część zespołów wad wrodzonych, takich jak:
- zespół różyczki wrodzonej
- zespół Noonan: zwężenie zastawkowe lub nadzastawkowe
- zespół Alagille’a: zwężenie zastawkowe lub nadzastawkowe
- zespół Williamsa: zwężenie nadzastawkowe.

Zastawkowe, podzastawkowe lub nadzastawkowe zwężenie drogi odpływu prawej komory stanowi część tetralogii Fallota (razem z wtórnym do niego przerostem prawej komory, dużym ubytkiem przegrody międzykomorowej i dekstrapozycją aorty).

## Klasyfikacja
Zwężenie drogi odpływu może być:
- zastawkowe (najczęściej)
- podzastawkowe
- nadzastawkowe.

Stopień zwężenia określa gradient ciśnień między komorą a pniem płucnym:
- w zwężeniu łagodnym 25–49 mm Hg
- w zwężeniu umiarkowanym 50–79 mm Hg
- w zwężeniu ciasnym >80 mm Hg.

## Objawy i przebieg

### Objawy podmiotowe
- męczliwość
- duszność
- ból w klatce piersiowej
- utraty przytomności
- napady anoksemiczne.

### Objawy przedmiotowe
- szmer wyrzutowy z punctum maximum w II lewej przestrzeni międzyżebrowej, promieniuje do lewego obojczyka, poniżej lewej łopatki
- towarzyszący mu mruk skurczowy (może być nieobecny w niewielkiej stenozie)
- prawidłowy I ton serca (S1)
- sztywne rozdwojenie II tonu (S2) z cichą składową płucną (w ciasnej stenozie)
- niekiedy czwarty ton serca (S4).

### Nieprawidłowości w badaniach dodatkowych
- EKG: cechy przerostu prawej komory
- RTG klatki piersiowej: sylwetka serca zazwyczaj jest niepowiększona, w zwężeniu zastawkowym poszerzeniu ulega pień płucny i lewa tętnica płucna
- ECHO serca: pozwala potwierdzić rozpoznanie, określić charakter zmian morfologicznych zastawki i stopień zwężenia.

### Zastawkowe zwężenie – przebieg naturalny
Przebieg naturalny zależny jest od stopnia zwężenia. W przypadku umiarkowanego zwężenia przerost mięśnia prawej komory serca może przez wiele lat je kompensować. W zwężeniu ciasnym występują objawy niedokrwienia podwsierdziowego, zwłóknienie mięśnia  prawej komory serca i/lub komorowe zaburzenia rytmu serca. U noworodków i niemowląt z krytycznym zwężeniem możliwe jest wystąpienie ostrej niewydolności serca.
W łagodnym zwężeniu podczas wysiłku obserwujemy prawidłowy wzrost rzutu serca. W przypadku średniego do ciasnego zwężenia rzut serca w spoczynku może być prawidłowy, ale nie wystąpi jego wzrost podczas wysiłku.

### Leczenie zwężenia zastawkowego
- Farmakologiczne – noworodki i niemowlęta z ciasnym zwężeniem wymagają natychmiastowego leczenia. Dla poprawy przepływu płucnego dzięki któremu poprawiamy utlenowanie krwi podajemy Prostaglandyny E we wlewie dożylnym w celu utrzymania otwartego przewodu tętniczego, lub jego ponownego otwarcia. Wlew z prostaglandyny wykonujemy podczas cewnikowania serca, które wykonujemy dla potwierdzenia rozpoznania i dla przeprowadzenia poszerzenia zwężenia zastawkowego balonem (valvuloplastyka). Podanie preparatów naparstnicy i leków moczopędnych może krótkotrwale zmniejszyć objawy niewydolności prawokomorowej.

- Poszerzenie balonem (valvuloplastyka) – jest metodą z wyboru w przypadku zastawkowego zwężenia tętnicy płucnej[1]. Zabiegi te wykonują kardiolodzy inwazyjni. Gradient ciśnienia 50–55 mm Hg, lub wyższy między prawą komorą serca i tętnicą płucną jest wskazaniem do interwencyjnego poszerzenia balonem, lub w przypadku jego nieskuteczności (pozostaje duży gradiant po poszerzeniu) decyzja o leczeniu operacyjnym. Najkorzystniejsze efekty uzyskuje się stosując balony o średnicy 1,2–1,25 razy większej średnicy od średnicy pierścienia zastawki płucnej. Wyniki odległe leczenia interwencyjnego przy odpowiednich wskazaniach są dobre i nie odbiegają od wyników leczenia operacyjnego[2].

Powikłania są rzadkie: przejściowy, albo utrwalony blok prawej odnogi, narastające zwężenia podzastawkowe, zerwanie mięśnia brodawkowatego zastawki trójdzielnej, drgawki, zatrzymanie akcji serca. Pierwszy w świecie poszerzenie balonem wrodzonego zastawkowego zwężenia tętnicy płucnej dokonał Kan JS w 1982, a w Polsce Kuroczyński W. w 1984.
- Operacyjne – tzw. komisurotomię zastawki tętnicy płucnej wykonuje się w krążeniu pozaustrojowym z użyciem sztucznego płuco-serca. Zabieg ten można wykonać też w tzw. zatrzymaniu napływu. Wówczas chirurg dysponuje 1–2 minutami na rozdzielenie zrośniętych spoideł zastawki tętnicy płucnej. Przy współistnieniu zwężenia podzastawkowego  wycinamy je jednoczasowo. W przypadku hypoplastycznego pierścienia zastawki płucnej istnieje możliwość jego poszerzenia przez wszycie łaty w tej okolicy. Wyniki leczenia operacyjnego prostych zastawkowych zwężeń są dobre. Pierwsze operacyjne poszerzenie wrodzonego zastawkowego zwężenia tętnicy płucnej przez dostęp prawokomorowy na bijącym sercu wykonał RC Brock w 1948[5].

### Podzastawkowe izolowane zwężenie
Podzastawkowe zwężenie może mieć formę membrany, włóknistego pierścienia między drogą napływu i odpływu z prawej komory, lub formę przerośniętych mięśni zwężających drogę odpływu na jej całej długości, aż do zastawki tętnicy płucnej. Zwężenie może mieć charakter dynamiczny, zależny od czynności skurczowej mięśni. U części chorych w wyniku zwłóknienia przerosłych beleczek mięśniowych oraz bliznowato zmienionego wsierdzia, średnica drogi wypływu jest stała (nie dochodzi do nasilenia zwężenia w czasie skurczu prawej komory serca). 

### Dwujamowa komora prawa
Forma zwężenia mięśniowego, podzastawkowego, które oddziela napływ i wypływ z prawej komory. W miarę upływu czasu narasta przerost mięśni i wraz z postępującym zwłóknieniem wsierdzia nasila się stopień zwężenia. Często wadzie tej towarzyszy ubytek w przegrodzie międzykomorowej.

### Leczenie zwężenia podzastawkowego
Leczenie polega na chirurgicznym wycięciu włóknistego pierścienia, a w przypadku przerośniętych mięśni ich wycięcie. U niektórych chorych wymagane jest poszerzenie drogi odpływu dodatkowo łatą z tworzyw sztucznych, lub własnego osierdzia chorego.

### Nadzastawkowe zwężenie
Nadzastawkowe zwężenie jest rzadkie i może występować w formie izolowanej, lub być składową złożonych wrodzonych wad serca. W zależności od lokalizacji dzielimy je na:
- zwężenie pnia tętnicy płucnej
- zwężenie rozwidlenia (bifurkacja) tętnicy płucnej
- zwężenia mnogie obwodowe

### Leczenie zwężenia nadzastawkowego
Chirurgiczne metody leczenia obwodowych zwężeń nie dają dobrych wyników odległych. W przypadku valvuloplastyki uzyskuje się w ponad 50% przypadków poprawę przepływu poza zwężeniem. Często występują powikłania, ponieważ średnica używanego balonu do poszerzenia jest 3–4 razy większa od średnicy miejsca poszerzanego.
Zastosowanie tzw. stentów celem stabilizacji poszerzanego odcinka tętnicy płucnej poprawia wyniki leczenia.

## Klasyfikacja ICD10
| kod ICD10     | nazwa choroby                                    |
| ------------- | ------------------------------------------------ |
| ICD-10: I37.0 | Niereumatyczne zwężenie zastawki tętnicy płucnej |
| ICD-10: I09.8 | Reumatyczne zwężenie zastawki tętnicy płucnej    |
| ICD-10: Q22.1 | Wrodzone zwężenie zastawki tętnicy płucnej       |